# 238 (szám)
A 238 (kétszázharmincnyolc) a 237 és 239 között található természetes szám.

## A matematikában
A 238 szfenikus szám. Érinthetetlen szám: nem áll elő pozitív egész számok valódiosztóösszeg-függvényeként.
Tizenháromszögszám.